# Пет Робертсон
Пет Робертсон (англ. Pat Robertson, справжнє ім'я — Меріон Гордон Робертсон англ. Marion Gordon Robertson; 2 березня 1930 — 8 червня 2023) — американський підприємець, проповідник, релігійний діяч, телеєвангеліст. Є засновником декількох релігійних організацій, телепрограм. Ведучій програми «Клуб 700», яка транслюється у багатьох країнах світу. У 1988 році був кандидатом на посаду Президента США.

## Біографія

### Ранні роки
Пет Робертсон народився у родині консервативного політика, колишнього конгресмена і сенатора Вілліса Робертсона. Його батько став відомим завдяки підтримці політики сегрегації та виступав проти розширення прав чорношкірих американців. Після закінчення школи Пет Робертсон навчався в елітному коледжі Маккеллі, пізніше продовжив навчання в Університеті Вашингтона і Лі. По закінченні університету пішов в армію, служив у Кореї, а після демобілізації поступив на юридичний факультет Єльського університету.
По закінченні юридичного факультету Робертсон не зміг здати вступний іспит до асоціації правників штату Нью-Йорк і знайшов роботу стажистом в одній з місцевих компаній. Пізніше, разом з двома колишніми однокурсниками заснував власну компанію, яка спеціалізувалась на виробництві електроніки. На цій посаді він працював теж недовго, залишив її і у 1956 році поступив до Нью-йоркської теологічної семінарії. Своє навчання у семінарії Робертсон закінчив і у 1959 році і отримав ступінь магістра богослов'я. У 1961 році він вже став пастором у Південній баптистській конвенції.
Під час відвідин батьків у Лексінгтоні Робертсона запросили тимчасово замінити ведучого місцевої 15-хвилинної релігійної радіопрограми. Набувши таким чином досвід у радіомовленні, Робертсон почав шукати постійної роботи на радіо. Після тривалих пошуків та переговорів з володарем однієї із збанкрутілих радіостанцій у м. Портсмут Робертсону вдалося купити її і започаткувати власну релігійну радіопрограму. З часом, крім радіопрограми йому вдалося відкрити і телестудію, яка з 1 жовтня 1961 року стала однією з перших телеєвангелістських програм. У 1963 році була започаткована програма Клуб 700, яка складалася із 700 глядачів, які робили регулярні щомісячні внески по 10 доларів, що дозволило програмі не тільки вижити фінансово, але й отримати значні прибутки і відкрити нові студії в інших містах. У 1978 році був також відкритий Регентський університет та низка інших освітніх, правничих та соціальних організацій, які займалися пропагуванням релігійних цінностей у США і за кордоном.

### Політична кар'єра
У 1986 році Пет Робертсон вирішив балотуватися на посаду Президента США. Оскільки Робертсон походив з родини свого батька-політика і був відомий серед виборців йому швидко вдалося зібрати достатню кількість голосів для висунення своєї кандидатури. 1 жовтня 1987 року він офіційно заявив про свій намір балотуватися від Республіканської партії. Серед своїх передвиборних тем, Робертсон концентрувався на традиційних консервативних ідеях фінансової відповідальності, виступав проти абортів, порнографії, також пропонував повернути релігійне виховання і молитви у школах. Незважаючи на деякий успіх, Робертсону не вдалося перемогти Джорджа Буша у праймеріз Республіканської партії 1988 року і він зняв свою кандидатуру. На наступних виборах 1992 року Робертсон відмовився брати участь у них і натомість зосередився на проповідництві та підприємництві. Протягом наступних років Пет Робертсон підтримував декількох провідних консервативних політиків, продовжував вести свою релігійну програму на телебаченні.